# Smědavská hora
Die Smědavská hora (deutsch Wittigberg,  auch Rollberg) ist ein 1083,9 m hoher Berg im Isergebirge, südlich von Bilý Potok (Weißbach). Der deutsche wie der tschechische Name beziehen sich auf den Fluss Wittig (Smědá), der als Weiße Wittig (Bílá Smědá) in den Torfmooren unterhalb des Südhangs des Berges entspringt. Unterhalb des Berges befindet sich die Berghütte Wittighaus (Smědava).
Etwa 700 Meter südöstlich des Gipfels befindet sich das Naturdenkmal Wolfswiese (Vlčí louka), das dem Schutz eines der höchsten Hochmoore des Isergebirges dient. In der Nähe des Denkmals im Süden befinden sich die weiteren Naturdenkmäler U posedu, Klečové louky, Kneipe (Na Kneipě) und das Naturschutzgebiet Prales Jizera am Siechhübel.
Nordwestlich des Gipfels befinden sich die Mittagssteine (Pohledi kameni), im Südosten der Jizera (Siechhübel). Östliche Nachbarberge des Wittigbergs sind das Taubenhaus (Holubník) und die Vogelkoppen (Ptačí kupy). Im Südwesten des Wittigbergs befinden sich das Schneetürmchen (Sněžné věžičky) und die Černá hora (Schwarzenberg).